# Zgornje Jezersko
Zgornje Jezersko – wieś w Słowenii, w gminie Jezersko. W 2018 roku liczyła 543 mieszkańców.